# Spekvet
Onder spekvet verstaat men het vet dat verkregen wordt door het uitbakken van spek. Het uitgebakken spek is knapperig, vooral de zwoerd. Stukjes uitgebakken spek staan bekend als kaantjes.
Spekvet is verkrijgbaar bij de slager. Het werd vroeger onder andere gebruikt om op boterhammen te smeren, met name door de armere bevolking die zich geen boter kon permitteren. Ook broodbeleg werd aldus uitgespaard, hoewel het ook met stroop werd gemengd tot stroopvet.  Bovendien is spekvet calorierijk, wat van belang was voor degenen die lichamelijke arbeid moesten verrichten.
Ook tegenwoordig wordt spekvet nog wel gebruikt, onder andere als ingrediënt voor diverse recepten.

## Lied
Het liedje Spekvet van Rob de Nijs, uit 1970, kende als refrein:
Spek spek spekvet, geef ons brood met spekvet